# Cultiu parany
Un cultiu parany és aquell que es cultiva per atraure als fitòfags del cultiu principal, i pel qual té una major preferència. Aquesta estratègia té com a finalitat manipular els mecanismes que utilitza l'insecte fitòfag per a trobar hostes i la seua preferència per aquests.
L'ús efectiu d'un conreu parany requereix que els insectes que estan concentrats en aquests cultius siguen destruïts abans que es reproduïsquen i es dispersen a altres plantes, ja siga per aspersió o cultiu. Els cultius parany poden estar intercalats amb el cultiu principal, encara que la majoria de vegades estan sembrades en el perímetre del camp on es troba el cultiu principal. En alguns casos, els cultius parany i el cultiu principal són la mateixa espècie sol que el cultiu parany és sembrat amb antelació. Sovint quan una població plaga es torna més abundant en una espècie cultivada que en una altra, s'assumeix incorrectament que la que té una major població de fitòfags és la que funciona com a cultiu parany. Per a poder ser un cultiu parany, l'espècie de planta ha d'allunyar a les plagues del cultiu principal, resultant en un nombre poblacional menor del fitòfag en el cultiu principal comparat amb la manca del cultiu parany. L'alfals s'ha utilitzat com a cultiu parany per a allunyar a la xinxa Lygus hesperus dels cultius principals de cotó i maduixes. Tanmateix, l'alfals ha de ser acuradament manejat amb insecticides, una aspiradora d'insectes o mitjançant talls rutinaris per a previndre que les poblacions de la xinxa augmenten i migren al cultiu de cotó o de maduixes. També, a Florida, la col farratgera ha sigut utilitzada com a cultiu parany per a controlar les poblacions de l'arna dors de diamant (Plutella xylostella).

## Beneficis
Les aportacions dels cultius parany són diverses:
- Promoure la biodiversitat, inclòs els enemics naturals autòctons.
- Establir nous nivells d'equilibri de les diferents espècies plagues.
- Reduir al mínim l'ús de plaguicides, contribuint a una producció respectuosa amb el medi ambient.
- Millora la qualitat del cultiu.
- Ajuda a conservar el sòl.

## Història
Per a controlar el barrinador de l'arròs (Chilo suppressalis), es va utilitzar una tècnica de cultiu parany a la Xina durant les dècades de 1960 i 1970 que requeria plantar del 0,7 al 5% de l'àrea de xicotets camps d'arròs abans del cultiu principal. Per a augmentar l'atracció de plagues, aquesta tècnica es va millorar mitjançant l'ús de cultivars susceptibles, altes quantitats de nitrogen i llums. Més tard, l'eliminació manual de les masses d'ous del cultiu parany o l'aplicació d'insecticides van ajudar a controlar les infestacions del barrinador de l'arròs.
Els cultius parany també es van utilitzar a Java en la dècada de 1960 per a atraure l'aparició altament sincronitzada d'arna blanca de l'arròs (Rupela albinella). Al Japó s'utilitza un altre mètode exitós que consisteix a retardar la preparació de la terra en la primavera fins que els adults emergents de la cigala Cicadella viridis i l'hemípter Laodelphax striatellus completen la seua posta d'ous sobre les herbes en el camp. La següent preparació de la terra minva la població d'ambdós insectes.

## Implementació
El temps és important en la utilització d'un cultiu parany. No s'ha de permetre que les poblacions de fitòfags es reproduïsquen en el cultiu parany, a més l'àrea de cultiu d'aquest no ha de suposar una gran part del camp. No obstant això, és important plantar un cultiu parany en una àrea prou gran com per a atraure als fitòfags residents.
Un dels mètodes de cultiu amb paranys requereix la sembra de varietats altament susceptibles en 2 o 3 fileres de vora d'un camp davant del cultiu principal per a atraure els fitòfags. Després, les àrees frontereres es manegen regularment, amb talls, solta de depredadors o plaguicides.

### Consells per a establir adequadament un cultiu parany
1. Fer un pla de la finca, per saber on s'han de sembrar o plantar els cultius parany.
2. Aprendre a conéixer i identificar les espècies de fitòfags, sobretot els que poden arribar a ser plaga.
3. Seleccionar un cultiu parany que siga més atractiu per a la possible plaga que el cultiu principal.
4. Revisar les plantes regularment.
5. Controlar immediatament les poblacions que es troben en el cultiu parany amb podes o eliminant els cultius parany una vegada que la població de fitòfag siga alta, en cas contrari, esdevindrà en plaga i s'escamparà a la resta de cultius.
6. Estar a l'aguait per a sacrificar el cultiu parany com un cultiu primerenc i destruir-lo una vegada que la població de fitòfag siga alta.
7. Mantindre sempre un registre de la finca per a poder fer un seguiment, i així fer en un futur prediccions i patrons.[5]

## Exemples
| Fitòfag                                                   | Cultiu parany           | Cultiu principal     |
| --------------------------------------------------------- | ----------------------- | -------------------- |
| Globodera (nematode fitòfag)                              | Creïlla var. Maris Peer | Creïlla var. Marfona |
| Meloidogyne chitwoodi (nematode fitòfag)                  | Solanum linnaeanum      | Tomatera             |
| Mosca blanca i pugó                                       | Tabaquera               | Cànnabis             |
| Pugó, àcars fitòfags i llimacs                            | Ruda                    | Cànnabis             |
| Globodera rostochiensis i G. pallida (nematodes fitòfags) | Creïlla var. Kennebec   | Creïlla var. Prades  |
| Cuc de la tomata (Heliothis spp.)                         | Panís                   | Tomatera             |